# ديلون كارو
ديلون كارو (بالإنجليزية: Dillon Carew)‏ (مواليد 15 سبتمبر 1970) هو ملاكم غياني، مثّل بلاده في الألعاب الأولمبية الصيفية 1992.

## روابط خارجية
ديلون كارو على موقع أوليمبيديا (الإنجليزية)